# Mendelejewsk
Mendelejewsk (russisch und tatarisch Менделеевск) ist eine Stadt in der Republik Tatarstan (Russland) mit 22.075 Einwohnern (Stand 14. Oktober 2010).

## Geografie

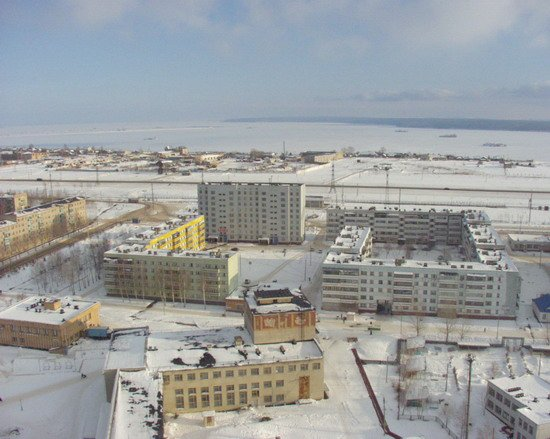
Neues Wohnviertel

Die Stadt liegt etwa 240 km östlich der Republikhauptstadt Kasan zwischen der hier zum Nischnekamsker Stausee aufgestauten Kama und ihrem rechten Nebenfluss Toima.
Mendelejewsk ist Verwaltungszentrum des gleichnamigen Rajons.
Die Stadt liegt an der Eisenbahnstrecke Akbasch (bei Bugulma)–Nabereschnyje Tschelny–Agrys (Station Tichonowo).

## Geschichte

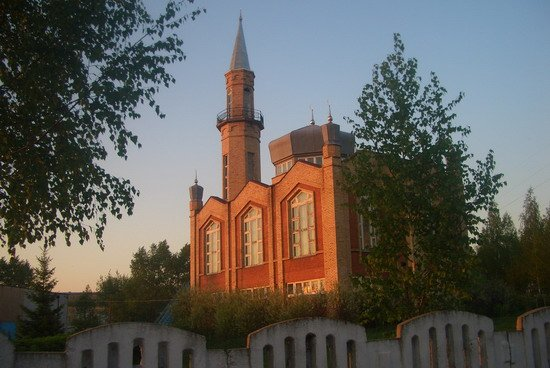
Moschee in Mendelejewsk

In der Nähe des älteren Dordes Bondjuga entstand 1868 im Zusammenhang mit der Errichtung des Chemiewerkes Bondjuschski Sawod durch den Kaufmann P. Uschkow eine Siedlung, aus welcher die heutige Stadt hervorging.
1928 erhielt sie den Status einer Siedlung städtischen Typs unter dem Namen Bondjuschski. 1967 wurden die Dörfer Bondjuga, Tichije Gory und Lenino (ehemals Kamaschewo) eingemeindet und das Stadtrecht unter dem heutigen Namen verliehen (nach Dmitri Mendelejew, der kurzzeitig im Chemiewerk tätig war).

### Bevölkerungsentwicklung
| Jahr | Einwohner |
| ---- | --------- |
| 1939 | 8.513     |
| 1959 | 11.213    |
| 1970 | 13.557    |
| 1979 | 13.986    |
| 1989 | 18.085    |
| 2002 | 22.027    |
| 2010 | 22.075    |

Anmerkung: Volkszählungsdaten (1939–1959 nur Siedlung Bondjuschski ohne später eingemeindete Siedlungen und Dörfer)

## Kultur und Sehenswürdigkeiten

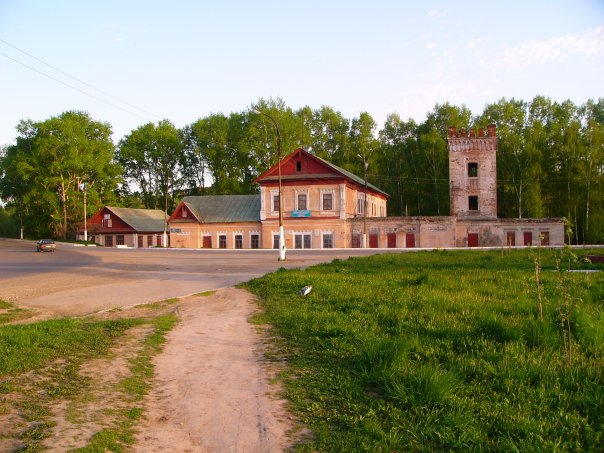
Heimatmuseum Mendelejewsk

In Mendelejewsk sind das Herrenhaus und das Kontorgebäude der ehemaligen Besitzer des Chemiewerks sowie die Kirche der Erscheinung des Herrn (Богоявленская церковь/ Bogojawlenskaja zerkow) aus dem 19. Jahrhundert erhalten. 1995 wurde in der Stadt eine neue Moschee errichtet.
Mendelejewsk besitzt seit 1994 ein Heimatmuseum. Ein Teil der Ausstellung ist dem Dichter und Schriftsteller Boris Pasternak gewidmet, der im heutigen Stadtteil Tichije Gory am Ufer der Kama den Sommer 1917 verbrachte.
Zu den Sehenswürdigkeiten in der Umgebung gehören Kirche und Schulgebäude im Dorf Ilnet sowie die Moschee im Dorf Tatarski Kokschan. Beim Dorf Turajewo befindet sich ein hunnischer Grabhügel.

## Wirtschaft
Wichtigste Unternehmen sind das L.-Ja.-Karpow-Chemiewerk und das Nowomendelejewski-Chemiewerk, außerdem der Zulieferer für das nahe KAMAZ-Werk Nabereschnyje Tschelny Awtokam-Toima.